# Gustavo Marmentini
Gustavo Marmentini dos Santos (Cascavel, 8 maart 1994) is een Braziliaans voetballer die bij voorkeur als aanvaller speelt. Sinds 2014 speelt hij bij Atlético Paranaense, dat hem het najaar van 2014 verhuurde aan Delhi Dynamos FC.

## Carrière
Op 14 oktober 2014 maakte Pelissari in de wedstrijd tegen Pune City zijn debuut voor Delhi Dynamos. Negen dagen later, in de wedstrijd tegen Chennaiyin, maakte hij zijn eerste doelpunt.

## Statistieken
| Seizoen         | Club                |                   | Competitie       | Competitie | Competitie | Beker | Beker | Internationaal | Internationaal | Totaal | Totaal |
| Seizoen         | Club                | Wed.              | Competitie       | Dlp.       | Wed.       | Dlp.  | Wed.  | Dlp.           | Wed.           | Dlp.   |        |
| --------------- | ------------------- | ----------------- | ---------------- | ---------- | ---------- | ----- | ----- | -------------- | -------------- | ------ | ------ |
| 2014            | Atlético Paranaense | Vlag van Brazilië | Camp. Paranaense | 2          | 0          | 0     | 0     | –              | –              | 2      | 0      |
| 2014            | Delhi Dynamos FC    | Vlag van India    | ISL              | 13         | 5          | –     | –     | –              | –              | 13     | 5      |
| Carrière totaal | Carrière totaal     | Carrière totaal   | Carrière totaal  | 15         | 5          | 0     | 0     | –              | –              | 15     | 5      |

Bijgewerkt t/m 17 maart 2015